# Dieter Stammler
Dieter Stammler (* 27. August 1942) ist ein deutscher Medienrechtler.

## Werdegang
Der Sohn des evangelischen Publizisten Eberhard Stammler studierte nach dem Abitur 1961 am Eberhard-Ludwigs-Gymnasium Stuttgart Rechtswissenschaft und machte 1966 und 1970 zwei juristische Staatsexamen und promovierte 1970. 1970–1977 nahm er verschiedene Tätigkeiten in den Bundesministerien für wirtschaftliche Zusammenarbeit und für Forschung und Technologie wahr. 1977 wechselte er zum Deutschlandfunk als Leiter der Intendanz. 1991 bis 1992 nahm er vorübergehend die Funktion des Rundfunkreferenten in der Staatskanzlei Brandenburg wahr. 1992 kehrte er zum Deutschlandfunk zurück. Seit 1986 war er Lehrauftragter für Medienrecht an den Universitäten Münster und Siegen. Im November 2006 erfolgte eine Ernennung zum Honorarprofessor an der Universität Siegen. Er ist Mitglied im Initiativkreis öffentlich-rechtlicher Rundfunk Köln. e.V.

## Publikationen
Mit Ernst Elitz, Dieter Stammler: Programmliche Selbstverpflichtungen und Medienqualität. Ein Projekt zur Sicherung der Qualität in den elektronischen Medien.; Arbeitspapiere des Instituts für Rundfunkökonomie, Heft 217, Köln, im November 2006, ISBN 3-938933-18-6.  